# José Joaquim Freire
José Joaquim Freire (Portugal, 1760 - Portugal, 1847) foi um pintor aquarelista, desenhista, riscador e cartógrafo português. 

## Biografia e formação
José Joaquim Freire nasceu em 1760, na vila de Belas, na freguesia de Sintra. Foi aprendiz do artista João de Figueiredo na Fundição do Real Arsenal do Exército, uma das principais escolas de desenho em Portugal naquela época. Na época Portugal não tinha escola de belas artes, todo treinamento artístico se dava nas manufaturas e oficinas, baseado num aprendizado técnico. Freire foi treinado no Arsenal nas técnicas do desenho militar. 
Aos 20 anos, foi contratado pelo Real Museu e Jardim Botânico da Ajuda, instituição criada pelo naturalista italiano Domingos Vandelli, que pretendia reunir ali informações científicas sobre a flora e fauna das colônias portuguesas. Ali passou a produzir desenhos ligados à história natural, especialmente a botânica.

## Expedições científicas
Idealizou as viagens filosóficas, expedições científicas patrocinadas pelo governo português para conhecer a fauna e flora das colônias americanas, africanas e asiaticas. Em 1783, seguiu para a longa expedição amazônica, passando pelo Pará, Amazonas e Mato Grosso, na qual, junto com Codina, produziu desenhos e aquarelas registrando povos indígenas e seus costumes, animais, construções, máquinas, utensílios e prospectos. 
A maioria, todavia, eram registros botânicos. O grande número de ilustrações de árvores e plantas é atribuído à intenção do governo português tinha de investigar as potencialidades econômicas da flora amazônica. 
Os desenhos de Freire feitos no Brasil também revelam aspectos políticos e econômicos da região amazônica nos séculos XVIII e XIX. Sabe-se, por exemplo, que a Viagem Filosófica tinha, entre outros, o objetivo de demarcação de território, afinal, os tratados entre portugueses e espanhois definiam que as fronteiras de territórios seriam definidas com base na ocupação.

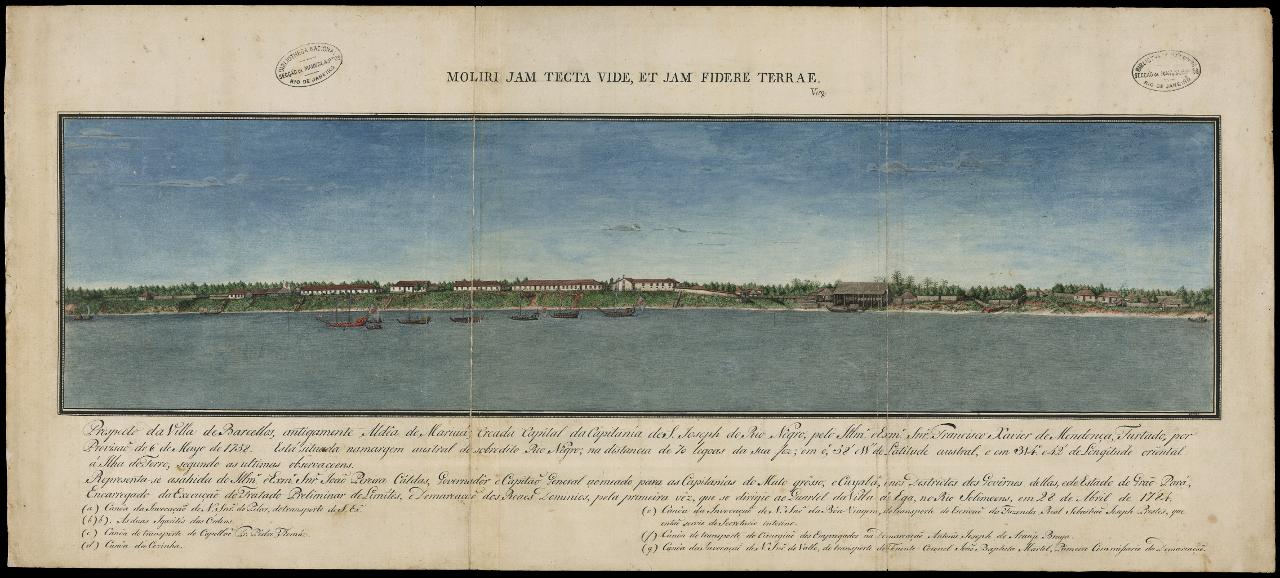
Aldeia de Mariuá, ilustração feita por José Joaquim Freire

Em uma de suas ilustrações, de nome Vista da Vila de Cametá, é possivel ver a política de urbanização na parte baixa do rio Tocantins, implementada pelo Marquês de Pombal. Junto às casas alinhadas à margem do rio, observa-se as principais construções que caracterizam a colonização portuguesa: uma casa de câmara (poder civil), uma igreja matriz (poder religioso) e o quartel general (poder militar). 
Freire desenhou muitos outros prospectos de vilas na Amazônia. O prospecto é um modelo de representação de cidades que vem da tradição militar. Sua principal finalidade é descrever e comunicar com precisão, portanto, não comporta interpretações pessoais do artista. Por isso, frequentemente, os prospectos vem acompanhados de longas legendas descritivas, que complementam a informação visual. 

## Cartografia
A expedição amazônica teve seu fim em 1792. Freire retornou a Portugal e ao seu trabalho no Jardim Botânico. Passou a atuar, ao lado de Manoel Tavares da Fonseca, na cartografia. A partir das viagens que realizou, e dos mapas roteiros que elaborou, fez a Carta Geográfica de Projeção Esférica Ortogonal da Nova Lusitânia ou América Portuguesa, e a Estado do Brasil. Ambas foram importantíssimas para a defesa territorial da colônia portuguesa. 

## Carreira militar
Ingressou na carreira militar, de forma verdadeira, a partir de 1798. Chegando ao posto de tenente-coronel em 1837. Além da produção cartográfica, também lutou pelo exercito português. Tendo combatido na Guerra Peninsular e na Revolução Liberal de 1820. A sua principal atuação foi, todavia, como engenheiro militar. Ele chegou a inventar, em 1822, uma carruagem para tirar pessoas de incêndio. 

## Empresario
Também foi o inventor de barcas de banho no rio Tejo. As barcas eram casas flutuantes nas quais banhistas tinha acesso a varandas de madeira e lugar para se trocar. Tornou a ideia em um negócio.  Simpatizante do liberalismo, propôs ao governo português a criação de um banco nacional, que resultou na fundação do Banco de Lisboa, instituição pela qual foi um dos acionistas. 